# 土佐西南大規模公園体育館
土佐西南大規模公園体育館 （とさせいなんだいきぼこうえんたいいくかん）は、高知県幡多郡黒潮町にある体育館である。

## 歴史
県立土佐西南大規模公園・大方地区の中核施設として、高知県が総事業費十六億三千六百万円をかけて整備した。1994年11月に完成し、よさこい高知国体で剣道全種目の会場として使用された。

## 施設
- 1階アリーナ1,680m2、バレーボール3面 バドミントン6面 バスケット2面 卓球12台 2階観客席956席

## 基礎データ
- 所在地
  - 高知県幡多郡黒潮町入野388
- 休館日
  - 毎週火曜日、12月29日～1月3日
- 利用料金
  - 有料・問い合わせ

## 交通
- 土佐くろしお鉄道中村線土佐入野駅下車徒歩26分